# Stéphane Biakolo
Stéphane Biakolo, né le 8 mars 1982 à Albi (Tarn), est un footballeur franco-camerounais. Il évolue au poste d'attaquant.
Formé au Montpellier HSC, il signe son premier contrat professionnel à l'Inter Milan. Il évolue ensuite au Sporting de Charleroi puis notamment aux Chamois niortais, au Havre AC et au FC Martigues.

## Biographie

### Formation à Montpellier
Stéphane Biakolo commence le football à 15 ans au sein de l'US Albi puis rejoint en 1997 le centre de formation du Montpellier HSC. Attaquant physique et doté d'un bon jeu de tête mais faible dribbleur, il évolue dans les rangs juniors de l'équipe montpelliéraine et dispute une rencontre pour un but marqué avec la réserve professionnelle en 1998-1999, il est également appelé en équipe de France des moins de 16 ans. En juin 2000, Stéphane Biakolo est en fin de contrat avec le MHSC et il est alors recruté par l'Inter Milan. Il déclare alors son souhait de ne pas être prêté : « J'espère simplement qu'on ne me louera pas. Ça, ça me fait peur. Je souhaite jouer pour l'Inter ».

### Transfert à l'Inter Milan
Il signe avec le club milanais un contrat de cinq ans pour 20 000 francs nets mensuels. Stéphane Biakolo fait la préparation de début de saison avec l'effectif professionnel. Il inscrit en juillet un but lors du Trofeo Valle d'Aosta, une compétition amicale puis en août remporte la Coppa Pirelli. Il ne fait cependant aucune apparition officielle avec l'Inter et se contente d'évoluer avec la Primavera squadra, l'équipe de jeunes du club où il inscrit sept buts en 27 matchs.

### Prêt au Sporting Charleroi

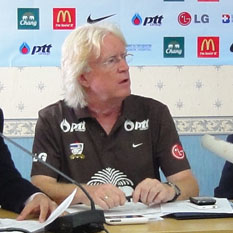
Winfried Schäfer appelle Biakolo en équipe du Cameroun en 2001.

En 2001, il est prêté au Sporting de Charleroi, club de Division 1 entraîné par Enzo Scifo.  En club, il connaît des difficultés d'adaptation au championnat belge et ne parvient pas à s'imposer comme titulaire. En octobre, il est cependant appelé par le sélectionneur du Cameroun Winfried Schafer pour participer à un camp d'entraînement des « Lions » en vue de la Coupe d'Afrique des nations 2002. Il ne dispute cependant aucune rencontre avec la sélection. Il n'entre pas en jeu lors du match de préparation face au FC Cologne disputé le 10 novembre, ni lors du match amical, joué le 14 novembre, face à la Pologne. En décembre, il est sélectionné pour la CAN mais, il est remplacé au dernier moment par Patrick Suffo. De retour au Sporting avec trois semaines de retard, il est alors relégué en équipe B par Enzo Scifo.

### Passage convaincant à Niort
Non conservé en fin de saison par le club belge, Stéphane Biakolo est alors libéré de son contrat par l'Inter Milan et il rejoint les Chamois niortais en Ligue 2, son agent ayant de bons contact avec le président du club. Il commence la saison comme titulaire et retrouve la sélection pour un stage en Allemagne. Souvent utilisé comme remplaçant le reste de la saison, il réalise sous les ordres de Philippe Hinschberger une deuxième année pleine en inscrivant 11 buts en 31 matchs dont un doublé face à Amiens SCF. En fin de contrat, il reçoit de nombreuses propositions mais préfère prolonger son contrat avec le club niortais. À la suite d'un changement d'entraîneur, il perd sa place de titulaire et, en janvier 2005, il résilie son contrat et s'engage pour une durée de six mois avec deux ans de contrat en option au Havre AC où il retrouve l'entraîneur Philippe Hinschberger,. Il joue 10 rencontres avec le club havrais avant d'être victime, en mars, d'une rupture des ligaments croisés du genou. Il reprend l'entraînement en septembre mais perd sa place en équipe première, l'entraîneur Thierry Uvenard lui préférant en attaque Guillaume Hoarau et Kandia Traoré. Il dispute sa seule rencontre de la saison 2005-2006, le 7 avril face au Grenoble Foot 38.

### Condamnation judiciaire
En fin de contrat avec Le Havre AC, il signe en septembre avec le SCO Angers, club de National. En fin de saison, le club angevin retrouve la Ligue 2 en terminant troisième du National, Stéphane Biakolo n'est pas conservé dans l'effectif. Il rejoint alors le Stade lavallois, autre club de National, où il retrouve Philippe Hinschberger et signe un contrat d'un an avec un an supplémentaire en option. En septembre 2007, il est condamné à trois mois de prison ferme pour conduite sans permis, sa quatrième condamnation pour défaut de permis de conduire depuis 2006. À la suite de cette affaire, son contrat est résilié en novembre par le Stade lavallois,.

### Rebond en CFA puis à La Réunion
Stéphane Biakolo retourne alors en janvier 2008 à l'US Albi, son club formateur, qui évolue en CFA. Il déclare alors « Je voulais vraiment arrêter le football. Mais j'ai compris que la solution était de me poser à nouveau à Albi, auprès de gens avec qui je voulais renouer. Je suis venu à Albi non pas pour reprendre goût au football mais pour reprendre goût à la vie ». Il dispute 17 rencontres pour trois buts marqués avec le club albigeois puis, en juin, signe au FC Martigues, qui vient de descendre en CFA. Après un début de saison difficile, le club martégal enchaine huit victoires de suite et termine à la cinquième place du groupe B, Stéphane Biakolo termine meilleur buteur de l’équipe avec 16 réalisations en 30 rencontres,. Nommé capitaine de l'équipe la saison suivante, il atteint avec ses coéquipiers les huitièmes de finale de la Coupe de France en 2011. Les Martégaux sont éliminés à ce stade de la compétition par le Paris SG, sur le score de quatre à un. En championnat, le club termine deuxième du groupe B et retrouve alors le National. Dixhuitième du championnat National en 2012, le FC Martigues est relégué et Stéphane Biakolo quitte alors le club.
Il rejoint alors La Réunion, et signe à l'AS Possession, club de D1P. Il fait ses débuts le 16 juin face à la Saint-Pauloise FC et inscrit les deux buts victorieux de son équipe qui quitte alors la zone de relégation. Il marque au total six buts lors de sa demi-saison au club et attire les regards des clubs réunionnais de la SS Saint-Louisienne et de la JS Saint-Pierroise. Il s'engage finalement avec la JS Saint-Pierroise en février 2013. Après deux saisons avec ce club, il rejoint en janvier 2015 l'AS Capricorne. Le club parvient à se maintenir en fin de saison et il s'engage en janvier 2016 avec le RC Saint-Benoît, son quatrième club réunionnais.

### Reconversion
En 2021 il devient entraîneur des U18 du FA Carcassonne.

## Statistiques
Le tableau ci-dessous résume les statistiques en match officiel de Stéphane Biakolo durant sa carrière de joueur,,.
| Saison                | Club                         | Championnat           | Championnat | Championnat | Coupe nationale | Coupe nationale | Coupe de la Ligue | Coupe de la Ligue | Total | Total |
| Saison                | Club                         | Division              | M.          | B.          | M.              | B.              | M.                | B.                | M.    | B.    |
| 2000-2001             | Inter Milan                  | Série A               | -           | -           | -               | -               | -                 | -                 | 0     | 0     |
| 2001-2002             | Sporting de Charleroi (prêt) | Jupiler League        | 12          | 1           | -               | -               | -                 | -                 | 12    | 1     |
| 2002-2003             | Chamois niortais             | Ligue 2               | 25          | 4           | 3               | 1               | 1                 | 0                 | 29    | 5     |
| 2003-2004             | Chamois niortais             | Ligue 2               | 31          | 11          | -               | -               | 1                 | 0                 | 32    | 11    |
| juil.-janv. 2004-2005 | Chamois niortais             | Ligue 2               | 14          | 2           | -               | -               | -                 | -                 | 14    | 2     |
| janv.-juin 2004-2005  | Le Havre AC                  | Ligue 2               | 10          | 0           | -               | -               | -                 | -                 | 10    | 0     |
| 2005-2006             | Le Havre AC                  | Ligue 2               | 1           | 0           | -               | -               | -                 | -                 | 1     | 0     |
| 2006-2007             | Angers SCO                   | National              | 26          | 1           | 1               | 0               | -                 | -                 | 27    | 1     |
| juil.-nov. 2007-2008  | Stade lavallois              | National              | 5           | 1           | 2               | 1               | -                 | -                 | 7     | 2     |
| janv.-juin 2007-2008  | US Albi                      | CFA                   | 17          | 3           | -               | -               | -                 | -                 | 17    | 3     |
| 2008-2009             | FC Martigues                 | CFA                   | 30          | 16          | -               | -               | -                 | -                 | 30    | 16    |
| 2009-2010             | FC Martigues                 | CFA                   | 18          | 3           | -               | -               | -                 | -                 | 18    | 3     |
| 2010-2011             | FC Martigues                 | CFA                   | 29          | 7           | 2               | 1               | -                 | -                 | 31    | 8     |
| 2011-2012             | FC Martigues                 | National              | 21          | 5           | -               | -               | -                 | -                 | 21    | 5     |
| Total sur la carrière | Total sur la carrière        | Total sur la carrière | 232         | 54          | 8               | 3               | 2                 | 0                 | 242   | 57    |